# Surman
Surman (en árabe: صرمان‎, también transliterado como Sorman) es una localidad de Libia, en el distrito de Az Zawiyah.
La población, según estimación 2010, era de 10.924 habitantes.